# Dolf Kerklaan
Dolf Kerklaan (Bleiswijk, 18 mei 1987) is een Nederlands doelman die uitkwam voor Sparta Rotterdam en FC Zwolle. Na vier seizoenen in het betaalde voetbal stapte hij in de zomer van 2010 over naar de amateurs van ASWH. Sinds 2013 speelt hij als vaste invaller van Koninklijke RS2.

## Statistieken
| Seizoen | Club             | Land      | Competitie     | Wed. | Goals |
| ------- | ---------------- | --------- | -------------- | ---- | ----- |
| 2006/07 | Sparta Rotterdam | Nederland | Eredivisie     | 0    | 0     |
| 2007/08 | Sparta Rotterdam | Nederland | Eredivisie     | 0    | 0     |
| 2008/09 | FC Zwolle        | Nederland | Eerste divisie | 4    | 0     |
| 2009/10 | FC Zwolle        | Nederland | Eerste divisie | 0    | 0     |
| Totaal  | Totaal           | Totaal    | Totaal         | 4    | 0     |